# Orde van nitrofiele zomen
De orde van nitrofiele zomen (Glechometalia) is een orde uit de klasse van nitrofiele zomen (Galio-Urticetea).

## Naamgeving en codering
- Syntaxoncode voor Nederland (rVvN): r34A
- BWK-karteringscode: hr

De wetenschappelijke naam Glechometalia is afgeleid van de botanische naam van hondsdraf (Glechoma hederacea).

## Onderliggende syntaxa in Nederland en Vlaanderen
De orde van nitrofiele zomen wordt in Nederland en Vlaanderen vertegenwoordigd door slechts één verbond: het verbond van look-zonder-look (Galio-Alliarion). Uit dit verbond komen in Nederland en Vlaanderen zes associaties voor.
- - verbond van look-zonder-look (Galio-Alliarion)
    - associatie van fijne kervel en winterpostelein (Claytonio-Anthriscetum caucalidis)
    - heggendoornzaad-associatie (Torilidetum japonicae)
    - kruisbladwalstro-associatie (Urtico-Cruciatetum laevipedis)
    - associatie van look-zonder-look en dolle kervel (Alliario-Chaerophylletum temuli)
    - zevenblad-associatie (Urtico-Aegopodietum)
    - kruidvlier-associatie (Heracleo-Sambucetum ebuli)

## Fotogalerij

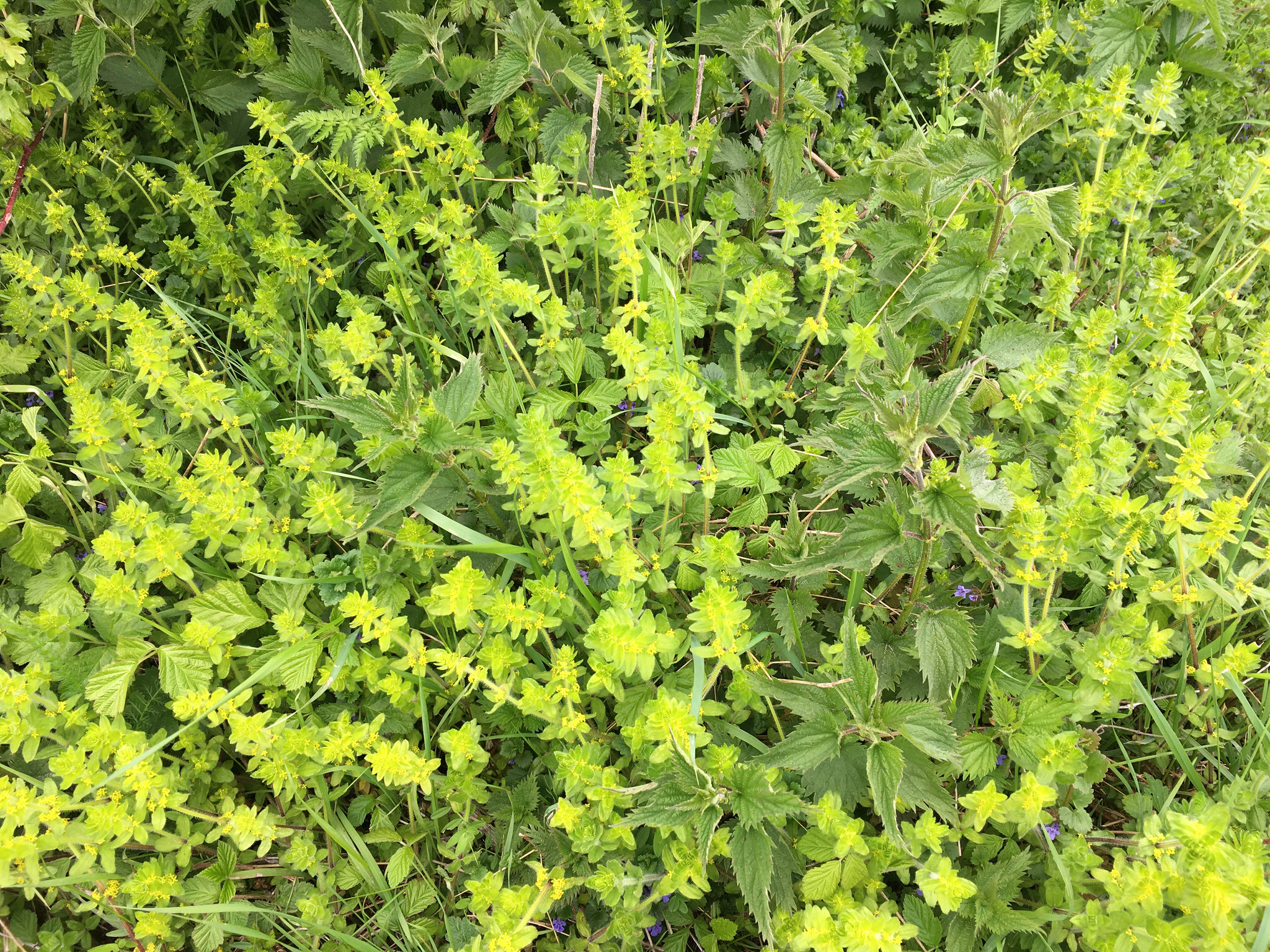
Kruisbladwalstro-associatie
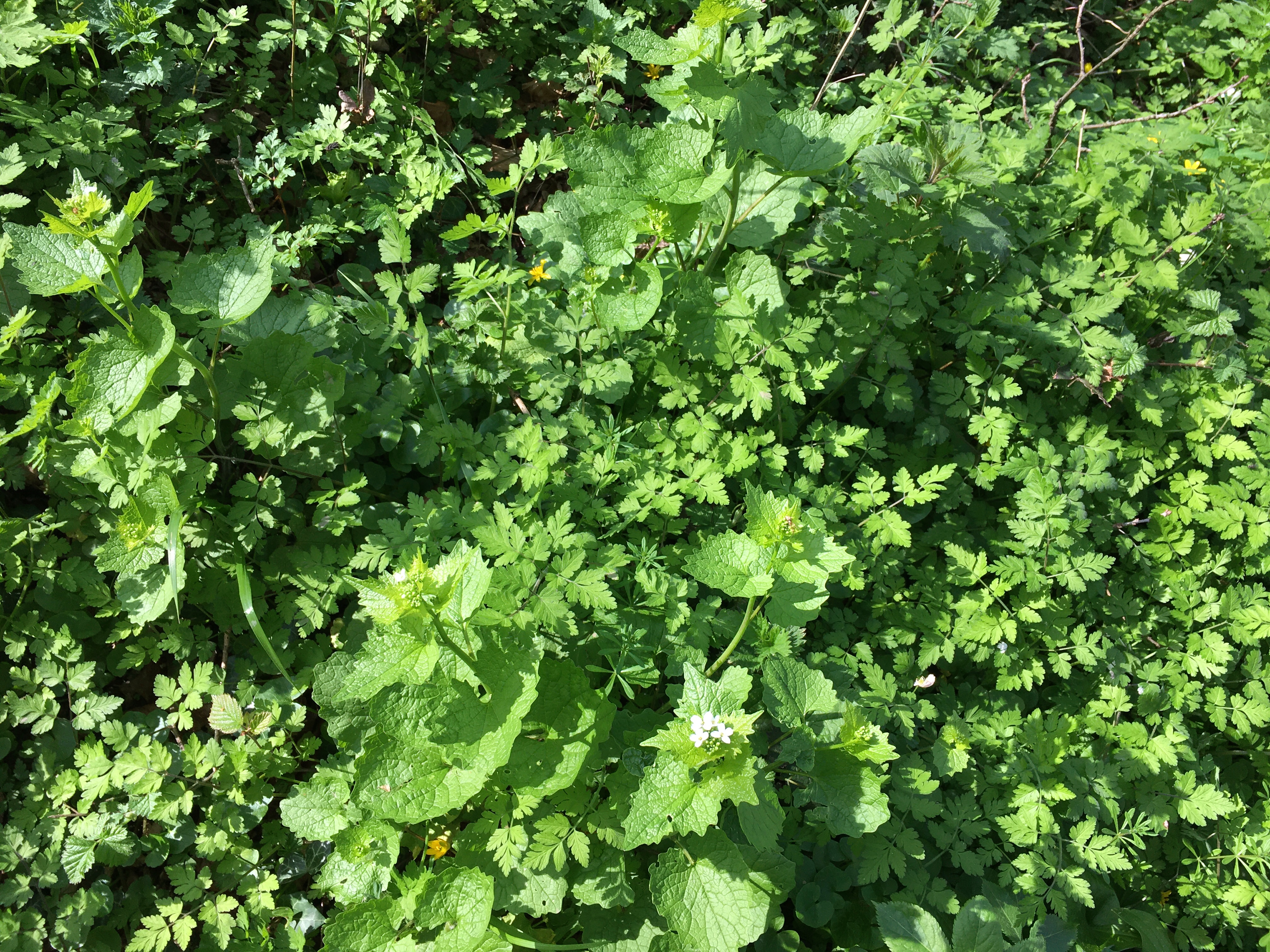
Associatie van look-zonder-look en dolle kervel
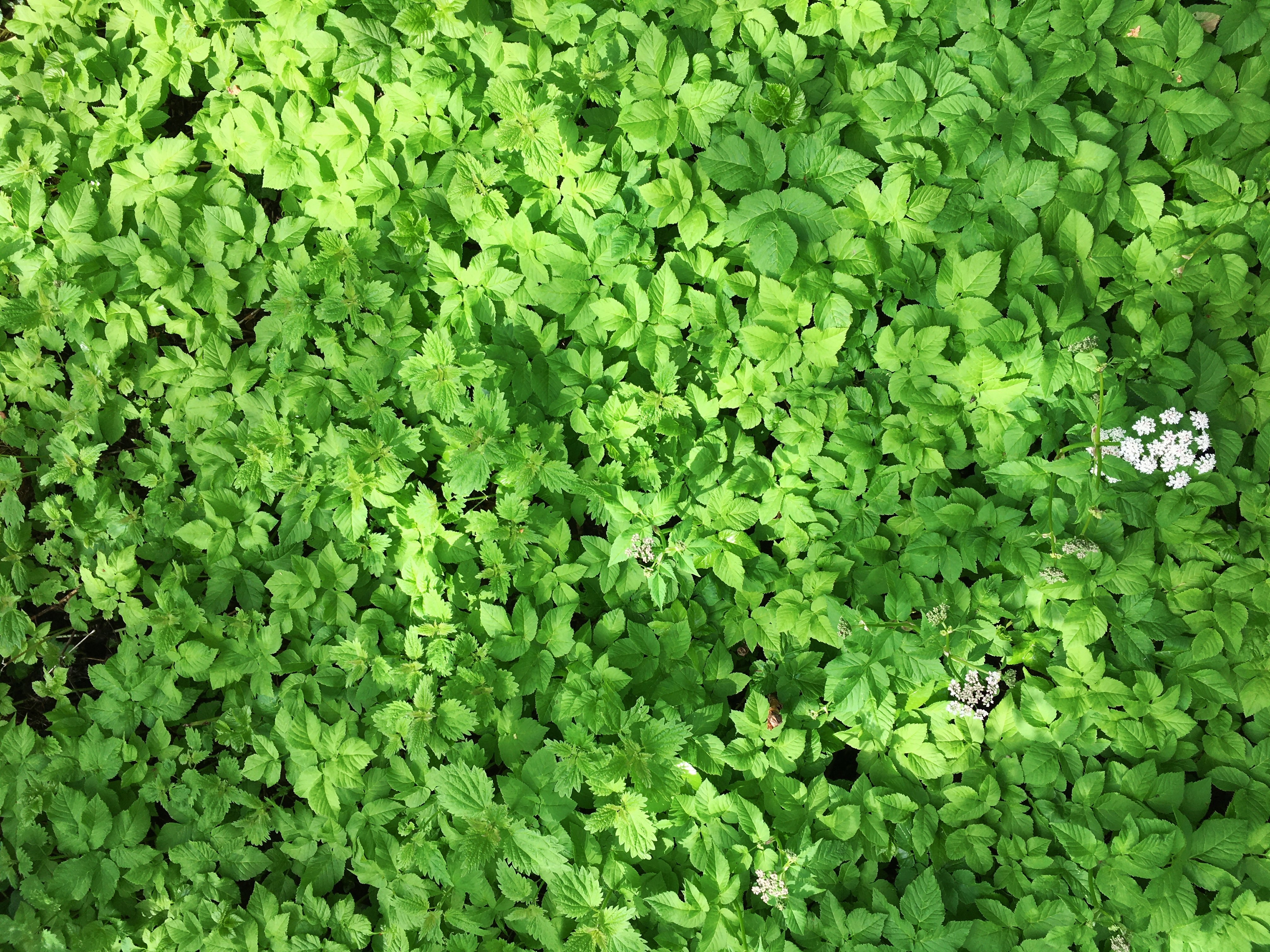
Zevenblad-associatie
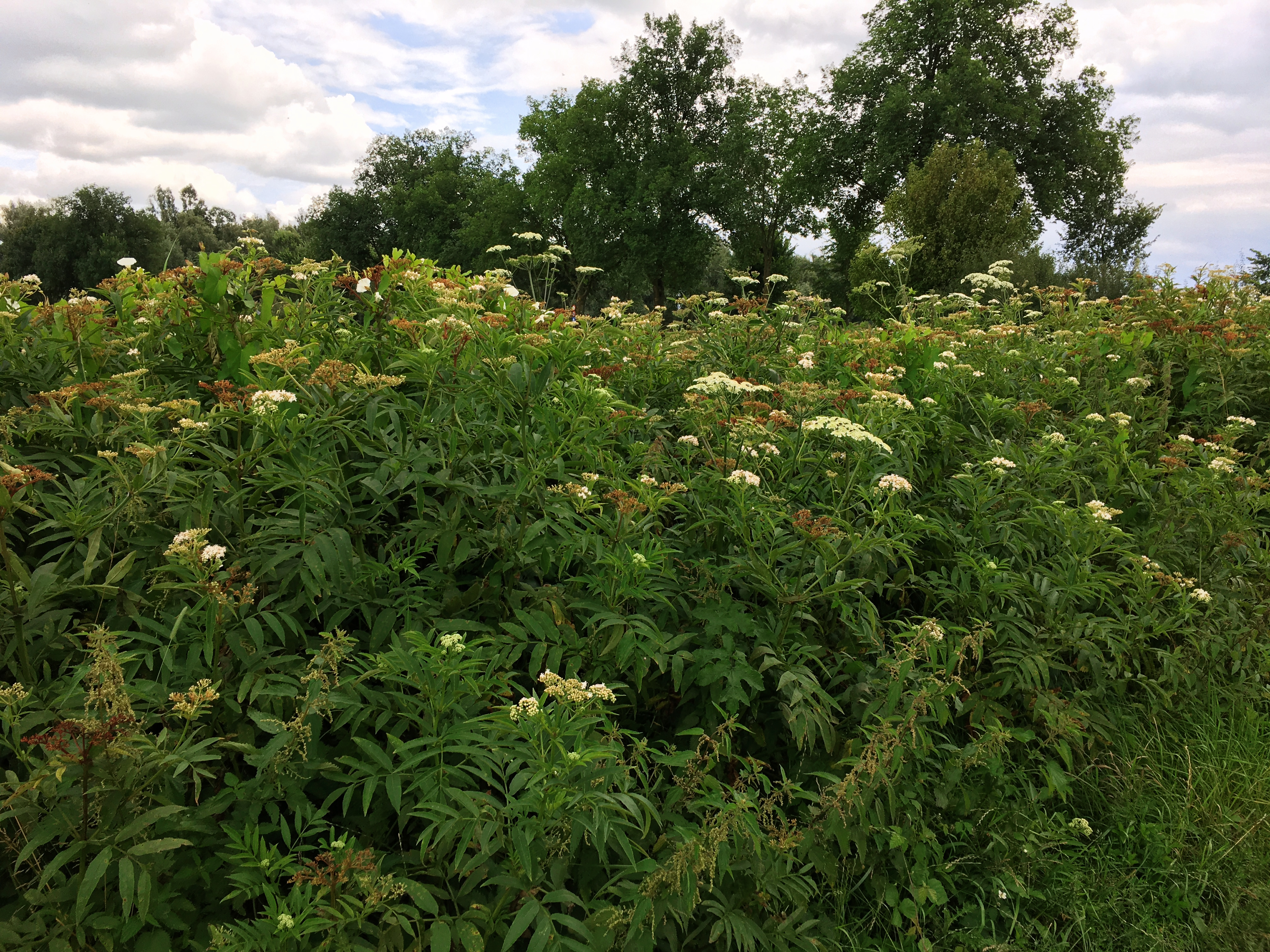
Kruidvlier-associatie